# Schönforst (Adelsgeschlecht)

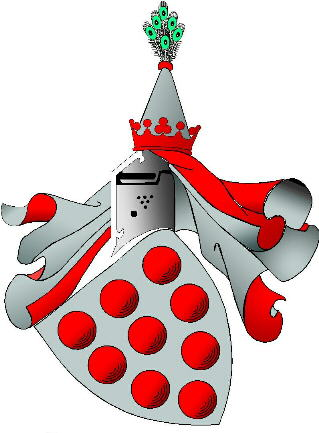
Wappen derer von Schönforst

Das Adelsgeschlecht Schönforst ist aus dem Geschlecht der Herren von Schönau hervorgegangen und hatte seinen Stammsitz auf der Burg Schönforst im heutigen Aachener Stadtteil Forst. Die Mitglieder gelangten unter anderem durch Wollhandel und Geldgeschäfte zu einem großen Vermögen und galten als einflussreiche Persönlichkeiten der damaligen Zeit.

## Wappen
Das Stammwappen zeigt in Silber neun (3:3:2:1) rote Kugeln. Auf dem rotbekrönten Topfhelm mit rot-silbernen Decken ein silberner Kegelhut mit rotem Ring an der Spitze und sechs natürlichen Pfauenfedern (in Form einer Pfeilspitze) besteckt.

## Geschichte
Das Geschlecht taucht erstmals um 1240 in Urkunden mit Henri d’Aix auf und wird „Sconawa“, der „Schönauer“ genannt. Dieser Heinrich (* 1220; † 1290) war Schatzkämmerer von Aachen und entstammte dem Geschlecht derer von Limburg-Haesdal. Urkunden belegen, dass Heinrich zusammen mit seinem Bruder 1244 am Hof Friedrichs II. des Staufers in Pisa als Abgesandter der Aachener Bürgerschaft erschien und dort erfolgreich verhandelte. Als „Erfolgsprämie“ erhielt er das Gebiet Schönaue im Norden Aachens.
1245 wurde Heinrich zum Ritter geschlagen. Er war Pferdezüchter und besaß das Münz- und Braurecht.
Heinrichs Sohn Rasso I. de Fesche, (auch) von Schönau heiratete Nesa von Bylreuelt. Aus dieser Ehe gingen die drei Kinder, Gerardo von Schönau, Rasso II. von Schönau und Johann von Schönau, hervor.
Rasso II. von Schönau war Herr von Schönau, Ülpich, Monschau und mit der Edeldame du Jardin verheiratet. Aus dieser Ehe gingen Johann von Mascherel, Amatius (Amel), Gerhard, Jan Hughe, Rasso III. (Raes) von Schönau, der historisch bedeutsame Reinhard von Schönau (auch Reinhard I. von Schönforst genannt) und die Tochter Aleid (Adelheid) hervor.
Ritter Johann von Schönau (* ca. 1270) war Herr zu Herzogenrath, genannt Mascharel. Neben einem Sohn Johann hatte er eine Tochter, die später den Ritter von Brouck (Broich bei Aachen) heiratete.
Reinhard von Schönau (* 1308; † 27. Dezember 1376) war eines von sieben Kindern Rassos II. von Schönau und der Edeldame du Jardin sowie Neffe Johanns von Schönau. Er war der Urenkel Heinrichs von Aachen. Als erster des Geschlechts nannte er sich Herr von Schönforst, dem heutigen Aachener Stadtteil Forst, sodass er auch als Reinhard I. von Schönforst in zeitgenössischen Urkunden erscheint.
Johann I. von Schönförst († 1382) war Sohn Reinards I. und mit Margaret von Merode verheiratet. Die Hochzeit muss vor dem 14. Juli 1376 stattgefunden haben, da sie in Dokumenten zu diesem Zeitpunkt bereits als Ehepaar bezeichnet werden. Aus der Ehe gingen die Kinder Johannes von Schönau-Schönforst sowie der Sohn Rainer, der zwischen 1398 und 1417 Geistlicher in Lüttich wurde, und die Tochter Katharina hervor. Diese heiratete 1432 Schaffried Graf von Leiningen.
Aus dem Erbe seines Vaters erhielt Johann I. die Gebiete in Monschau, wie eine Urkunde vom 7. Juli 1369 belegt. Er war Burggraf von Monschau zu Agtenrode, Drossard von Brabant und Propst von St. Servatius zu Maastricht.
Reinard II. († 1419), der Sohn von Reinard I. war ein Ritter und trug offiziell den Namen „Reinard II., Herr zu Schönforst und Sichem“. Zu seinem Gebiet gehörte das aus dem Erbe stammende Schönforst sowie Kornelimünster. Außerdem war er Besitzer der Burg und Herrschaft Stolberg. Hierbei ist bis jetzt aber nicht geklärt, wie die zuvor von Emund von Barmen verwaltete Burg in den Besitz der Schönforster gelangt ist. Ob Emund sich wegen der Kosten des Ausbaus schadlos halten wollte oder die Erben Johanns von Reifferscheid die Burg an Reinard II. verkauft haben, kann nicht belegt werden. 1372 dokumentierte eine Urkunde die neuen Besitzverhältnisse. Trotz Reinards taktischem Geschick erlitt er eine Niederlage, als er sich auf die Seite des Herzogs von Brabant stellte und dieser am 22. August 1371 in der Schlacht von Baesweiler dem Herzog von Jülich unterlag. Reinard II. geriet hierbei in Gefangenschaft, wurde jedoch vermutlich von seinem Vater freigekauft.
Reinhard II. von Schönforst heiratete Johanna von Eschweiler. Sie war eine Tochter Pauls von Hückelhoven, dessen Familie das Gut und Schultheißenamt Eschweiler als Lehen von den Kölner Domherren übernommen hatten. Aus dieser Ehe stammten zwei Töchter, Katharina und Johanna von Schönau-Schönforst, die vor 1387 Bernhard Johann von Fleckenstein heiratete. Katharina heiratete Gerhard von Engelsdorf zu Nothberg.
Zu einem weiteren einschneidenden Ereignis kam es 1375. Die auf der Burg Stolberg stationierten Landsmannschaften tyrannisierten die Gegend durch Raubzüge. Ob Reinard II. diese tolerieren musste oder bewusst akzeptierte, lässt sich nicht sagen. Sicher ist, dass er nichts dagegen unternahm. Aus diesem Grunde stellte die Stadt Köln im Rahmen des Landfriedensbündnisses Maas-Rhein am 7. Juni 1375 eine Truppe aus 21 Kämpfern zusammen, welche die Burg belagern sollten. Man erwartete eine Belagerungsdauer von zwei Wochen. Die übrigen Verbündeten des Bundes – Herzog Wenzel von Böhmen, Friedrich III. von Saarwerden und die Stadt Aachen – dürften Bewaffnete in ähnlicher Größenordnung aufgeboten haben. Vermutlich am 6. oder 7. Juni 1375 übergaben die Truppen Reinard II. den Fehdebrief. Über die Dauer der Belagerung und den genauen Ablauf liegen keine Angaben vor. Höchstwahrscheinlich wurde die Burg im Juni 1375 jedoch zerstört und war unbewohnbar.
Ernste politische Konsequenzen hatte dieser militärische Vorgang jedoch kaum, da die lokalen Mächte auf die finanziellen Dienste von Reinard II. von Schönforst nicht verzichten konnten. So wurde er im Folgejahr (1376) zum Burggrafen von Stadt und Land Dalheim ernannt. Seine finanziellen Möglichkeiten zeigten sich beispielsweise darin, dass er wenige Monate nach der Schlacht von Baesweiler einen Großteil der Kriegsfolgekosten übernahm.
Im Jahr 1386 war Reinard II. in einen Mord an den limburgischen Statthalter Johann von Gronsfeld durch den Ritter Eustach von Bongard verstrickt. Diesem folgte eine dreijährige Fehde mit den Herren von Gronsfeld. 1394 verschärften sich die Streitigkeiten zwischen Reinard II. und Rainald von Jülich, in den sich sein Bruder, der Herzog Wilhelm III. von Jülich einschaltete. Er belagerte die Burg Schönforst über einen Zeitraum von sieben Wochen, deren Bewohner am 30. September 1396 kapitulierten. 1398 war Reinard gezwungen, Sichem, seine wichtigste Herrschaft im Herzogtum Brabant, zu verpfänden. 
Reinard II. starb 1419 ohne männliche Nachkommen.